# Bulldog francez

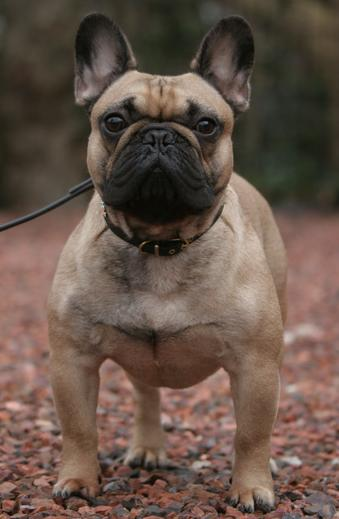
Bulldog francez adult

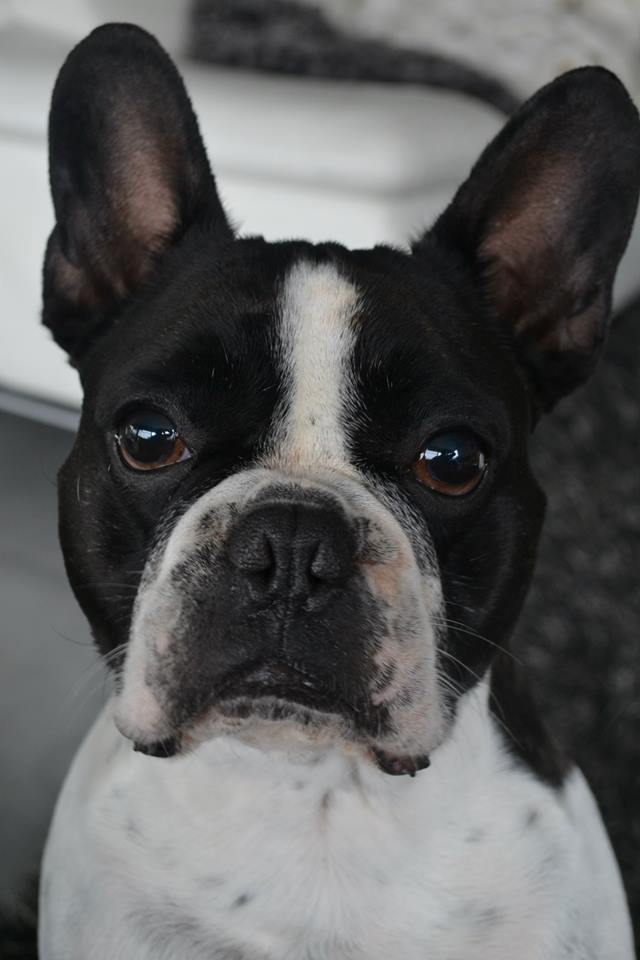
French bulldog

Bulldog Francez își are rădăcinile în Anglia, deși denumirea rasei o plasează în Hexagon. Conform acestei teorii, pe la jumătatea secolului al XVIII-lea, câteva exemplare de mici dimensiuni din nou selecționații câini de rasă Bulldog Englez au fost alese pentru a fi perpetuate și stabilizate ca rasă, pentru a se conserva trăsăturile amuzante pe care le etalau. Să nu uităm că, tot prin acea perioadă, iubitorii Bulldog-ui Englez depuneau eforturi pentru ameliorarea rasei, pusă în pericol odată cu promulgarea de către Parlamentul britanic a Actului de Interzicere a Cruzimii Împotriva Animalelor (1835), deci este posibil ca pe parcursul acestui proces de durată să fi fost obținute și primele exemplare din ceea ce avea să devină, în timp, rasa Bulldog Francez.

### Origine
Anglia

### Înălțime
27–30 cm

### Greutate
9–15 kg

### Speranța de viață
12-14 ani

### Grupa
Grupa a IX-a: Câini de agrement si de companie

### Istoric rasă
Rasa prezintă similarități atât cu Bulldog-ul Englez cât și cu Pug-ul (Mops-ul), și probabil că se înrudește cu fiecare. O informație interesantă este aceea că schelete ale unor câini foarte asemănători (denumiți "Chincha Bulldog") au fost descoperite în 1937 într-un sit funerar din zona centrală a statului Peru, datat 1400 e.n. Dar o astfel de origine se consideră, totuși, ca fiind prea "îndrăzneață" și insuficient fondată. În Anglia, noii "bulldogi de buzunar" ajunseseră foarte populari la începutul secolului al XIX-lea, mai ales în rândul păturii mijlocii a societății din Anglia. Criza  industriei textile înregistrată în anii 1850-1860 în Albion a prilejuit un exod masiv al mâinii de lucru calificate spre continent, cu precădere către Franța, unde Revoluția Industrială nu luase o așa mare amploare și unde erau căutați profesioniștii acestei bresle, pentru numeroasele manufacturi încă în funcțiune. Textiliștii englezi s-au mutat peste Canalul Mânecii împreună cu familiile și și-au adus cu ei și animalele de companie. Astfel începe istoria modernă a rasei care își va lega numele de noua sa patrie de adopție. Unele informații neconfirmate sugerează că in Hexagon rasa a suferit ameliorări prin încrucișări cu câini Terrier, la începutul secolului XX. Anul 1887 marchează prima prezență la o expoziție canină internațională a unor exemplare de Bulldog Francez, la Paris, ocazie cu care este remarcat de turiști din tânăra aristocrație de peste Ocean. Peste numai un deceniu Bulldog-ul Francez câștigase deja și "Lumea Liberă", primul club dedicat rasei fiind înființat în Statele Unite ale Americii în 1897. În anul următor a fost publicat primul standard al rasei, în mare parte valabil și astăzi.

### Descriere fizică
Bulldog-ul Francez arată foarte similar cu un Mastiff miniatural. Deși are un corp mic și compact, umerii sunt lați, pieptul este adânc și gâtul solid. Întregul corp etalează o musculatură bine pusă în evidență, iar capul cu botul turtit și urechile ample, erecte, ca de liliac, reprezintă punctul forte al înfățișării acestui câine simpatic și amuzant.

### Personalitate
Sunt câini jucăuși, alerți, vioi și implicați în activitățile care se derulează în jurul lor, mai ales în prima parte a zilei. Descendența specială îi face să se comporte destul de bătăios în unele situații, aspect valabil mai ales în cazul masculilor. Sunt curajoși și se angajează rapid în dispute când sunt provocați, fără a se lăsa intimidați de talie. Regimul de activitate general nu este foarte ridicat, își consumă destul de repede energia și se instalează comod într-un colț liniștit, devenind somnolenți.

### Îngrijire și sensibilitate boli
Foarte atașat de oameni și dependent de prezența acestora, se dovedește un câine de familie clasic.  Este nevoie de fermitate pentru a fi educat să-și facă nevoile afară. Sunt destul de sensibili la boli. Cele mai des întâlnite probleme de sănătate: boala von Willebrand, disfuncții tiroidiene, implicațiile sindromului brahicefalic, pneumonia de aspirație, malformațiile esofagiene (megaesophagus), problemele spinale (chondrodisplazie), "cherry-eye" (boala ochilor sângerii). Devin ușor supraponderali dacă nu li se supraveghează dieta.

### Condiții de viață
Două-trei plimbări pe zi sunt suficiente, își consumă surplusul de energie prin casă. Este un câine de interior, nu suportă frigul și reacționează acut la căldura excesivă. Este un bun partener de joacă pentru copii, dar se recomandă pentru copiii de vârstă mijlocie, pentru a se evita accidentele și rănirile. Un companion potrivit pentru persoane de vârsta a doua și a treia, cu un ritm de viață mai potolit. Se Înțelege bine cu alți câini sau chiar și cu pisicile.

### Dresaj
În dresaj accentul trebuie pus pe respectarea regulilor de igienă în interiorul căminului. De asemenea, trebuie insistat pe dresajul de obediență, pentru că se dovedește deseori încăpățânat și independent. Va fi nevoie de monitorizarea si controlul tendițelor agresive, cu predilecție în cazul masculilor. Rămâne un vânător tenace de mici rozătoare.

### Utilitate
Un animal de companie comod, afectuos si reconfortant. 